# The Desired Effect
The Desired Effect è il secondo album in studio da solista del cantante statunitense Brandon Flowers, già noto come frontman dei The Killers. Il disco è stato prodotto nel 2015.

## Tracce
Tutte le tracce sono di Brandon Flowers tranne dove indicato.
1. Dreams Come True – 4:03
2. Can't Deny My Love (Flowers, Darren Beckett) – 3:42
3. I Can Change (Flowers, Bronski, Cole, Hedfors, Ingrosso, Somerville) – 4:18
4. Still Want You – 3:11
5. Between Me and You – 4:39
6. Lonely Town – 3:30
7. Diggin' Up the Heart – 3:49
8. Never Get You Right (Flowers, Taylor Goldsmith, Conor Oberst) – 3:43
9. Untangled Love (Flowers, Rick Nowels) – 4:11
10. The Way It's Always Been (Flowers, Benji Lysaght) – 3:59

## Formazione
- Brandon Flowers - voce
- Neil Tennant - voce in I Can Change
- Angel Deradoorian - cori
- Tony Levin - basso
- Ethan Farmer - basso
- Kenny Aronoff - batteria
- Danielle Haim - batteria in Lonely Town
- Ronnie Vannucci Jr. - batteria in Untangled Love
- Joey Waronker - batteria
- Darren Beckett - batteria in Can't Deny My Love, tastiere
- Ted Sablay - chitarre
- Ron Francis Blake - fiati
- Bruce Hornsby - tastiere in Between Me and You